# جيرالد فنسنت ماكديفيت
جيرالد فنسنت ماكديفيت (بالإنجليزية: Gerald Vincent McDevitt)‏ هو كاهن كاثوليكي أمريكي، ولد في 23 فبراير 1917 في فيلادلفيا في الولايات المتحدة، وتوفي في 20 سبتمبر 1980.